# Sthenelais jeffreysi
Sthenelais jeffreysi är en ringmaskart som beskrevs av McIntosh 1876. Sthenelais jeffreysi ingår i släktet Sthenelais och familjen Sigalionidae. Arten är reproducerande i Sverige. Inga underarter finns listade i Catalogue of Life.